# Instagram
Instagram ist ein soziales Netzwerk mit Fokus auf Video- und Foto-Sharing, das vom Unternehmen Meta Platforms betrieben wird. Kern des Angebots ist eine Mischung aus Microblog und audiovisueller Plattform. Nutzer können ihre Fotos und Videos bearbeiten und mit Filtern versehen. Das Netzwerk ist durch Werbung finanziert. Die meisten Inhalte sind ohne eigenen Account nicht verfügbar. Es stehen Apps für Windows 10, Windows 11, Android und iOS zur Verfügung.
Die Nutzung der Plattform ist ab 13 Jahren erlaubt. Mit Stand 2022 ist Instagram das am meisten genutzte soziale Netzwerk unter jungen Menschen in Deutschland. Einer der häufigsten Kritikpunkte an der Plattform ist, die psychische Gesundheit junger Menschen negativ zu beeinflussen. Weitere Kritikpunkte sind beispielsweise Zensur und Überwachungskapitalismus.

## Geschichte

Logo bis 11. Mai 2016

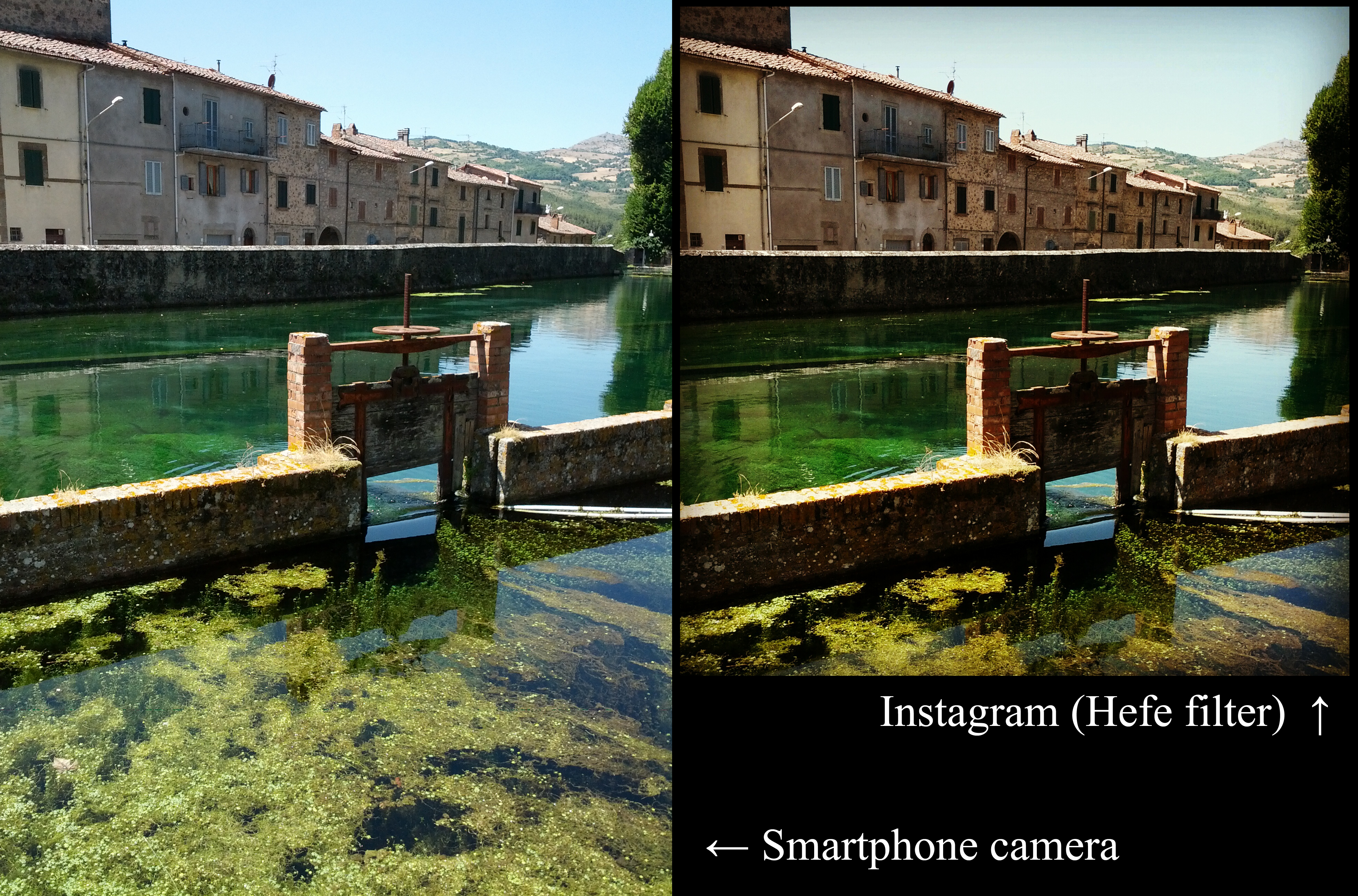
Instagram-Effekt: Foto rechts mit einem Filter

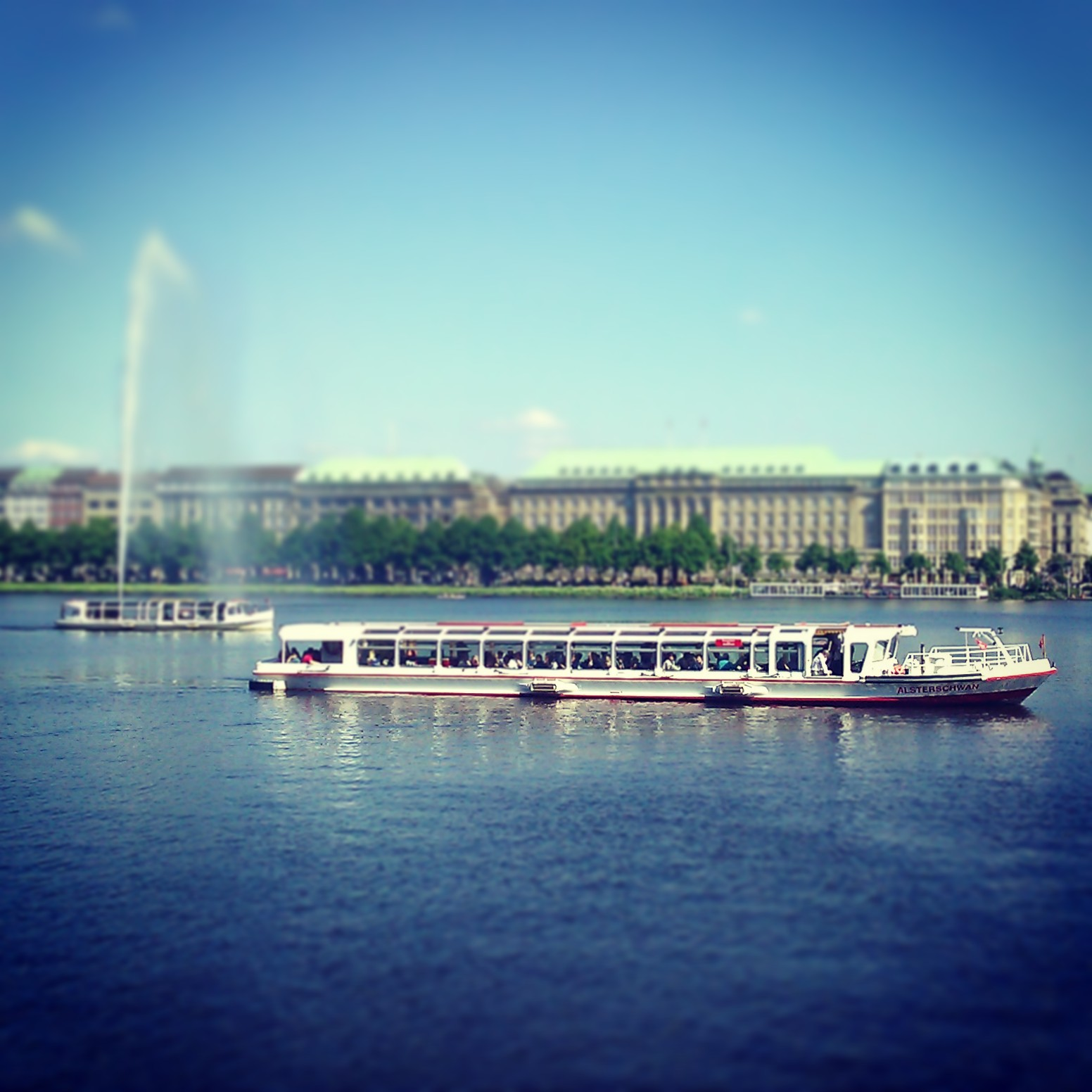
Typischer Filter, der Bilder kontrastreicher wirken lässt

Die Anwendung wurde von Kevin Systrom und Mike Krieger entwickelt, die in San Francisco ihre auf HTML5 basierende Check-In-Software burbn erstellt hatten. Sie erweiterten burbn nachfolgend auf Fotos und veröffentlichten Instagram schließlich am 6. Oktober 2010 im Apple-App Store. Der Name ist ein Kofferwort aus instant camera (Sofortbildkamera) und Telegramm. Bereits am 16. Juli 2010 hatten die beiden erste Fotos hochgeladen. Serverseitig wurde auf bewährte Open-Source-Lösungen wie Ubuntu-Linux, nginx-Webserver, Django und PostgreSQL mit PostGIS gesetzt. Instagram wird bei Amazon Web Services gehostet.
Zu den Geldgebern, die früh bei Instagram einstiegen, zählten bekannte Internet-Investoren wie Andreessen Horowitz und Sequoia Capital sowie der X-Mitgründer Jack Dorsey.
Instagram erschien am 3. April 2012 für Mobilgeräte mit dem Betriebssystem Android.
Im selben Monat teilte Facebook mit, dass es Instagram zum Preis von einer Milliarde Dollar (760 Millionen Euro) übernehmen werde. Zu diesem Zeitpunkt hatte Instagram zwölf Mitarbeiter und kein Ertragsmodell.
Die angekündigte Kaufsumme von einer Milliarde Dollar ist weit mehr, als jemals für die Übernahme eines digitalen Fotodienstes gezahlt worden war. Beispielsweise übernahm Google Inc. Picasa im Jahr 2004 für fünf Millionen Dollar und Yahoo 2005 Flickr für 30 Millionen Dollar. Als die News Corporation im Jahr 2007 Photobucket für 300 Millionen Dollar aufkaufte, galt dies als Rekordsumme.
Letztlich gingen im September 2012 ca. 737 Millionen US-Dollar an die Instagram-Eigner, in Form von 23 Millionen Facebook-Aktien sowie einer Überweisung von 300 Millionen US-Dollar; Grund für die niedrigere Gesamtsumme war der seit dem Facebook-Börsengang im Mai 2012 gesunkene Aktienkurs (Ausgabepreis ca. 38 US-Dollar, Kurs Anfang September 2012 ca. 19 US-Dollar).
Wegen der Übernahme durch Facebook blockierte der Kurznachrichtendienst Twitter im Juli 2012 das direkte Abrufen von Instagram-Inhalten durch die Twitter-API. Damit war Instagram nach LinkedIn die zweite große Plattform, die durch Twitter gesperrt wurde.
Anfang November 2012 wurden die sogenannten Webprofile freigeschaltet. Diese bieten Instagram-Nutzern erstmals die Möglichkeit, sich mit ihren Bildern öffentlich in Form einer personalisierten Website zu präsentieren. Die Funktion wird als Anpassung von Instagram an die Struktur und das Konzept von Facebook beurteilt.
Für Aufsehen sorgte Instagram im Dezember 2012 mit der Bekanntgabe neuer, umstrittener Datenschutzrichtlinien, die nach Protesten der Benutzer teilweise rückgängig gemacht wurden.
Seit November 2013 ist Instagram für Mobiltelefone mit dem Betriebssystem Windows Phone in einer Beta-Version verfügbar. Eine Möglichkeit, Videos aufzunehmen und zu veröffentlichen, existiert in dieser Version nicht. Für Windows 10 Mobile wurde im Juli 2016 eine neue Version der App veröffentlicht, die nun fast alle Funktionen, die auch in den iOS- und Android-Apps verfügbar sind, unterstützt. Einzig die Instagram-Storys fehlen in dieser Version.
Am 29. April 2015 stellte Instagram unter @music einen neuen Musik-Stream vor. Darin werden Fotos, Songtexte und Videos von Künstlern, Musikschaffenden und Fans aus der ganzen Welt präsentiert. Den Anfang machte der Roots-Schlagzeuger Questlove.
Im Juni 2015 wurde die Desktop-Webpräsenz der mobilen Anwendung folgend im Flat Design umgestaltet, mit drei anstelle von fünf Bildern je Reihe, runden Profilbildern, sowie dem Entfall von Farbverläufen in der Bedienoberfläche, und der Diashow-Kopfleiste.
Seit Oktober 2019 besteht auf der Webseite eine Anmeldepflicht, ähnlich wie in der mobilen Anwendung. Es wird nach kurzzeitigem unangemeldetem Durchstöbern öffentlicher Profile und Beiträge eine Anmeldung verlangt.
Am 6. Juli 2023 veröffentlichte Instagram eine App namens Threads, einen sozialen Netzwerkdienst, der ähnlich wie Twitter aufgebaut ist.
Am 14. April 2025 wurde gegen Meta, den aktuellen Besitzer von Instagram, ein Gerichtsprozess eingeleitet. Es wird argumentiert, dass der Verkauf von Instagram gegen das Gesetz in den USA verstieße.

## Versionen und Funktionen

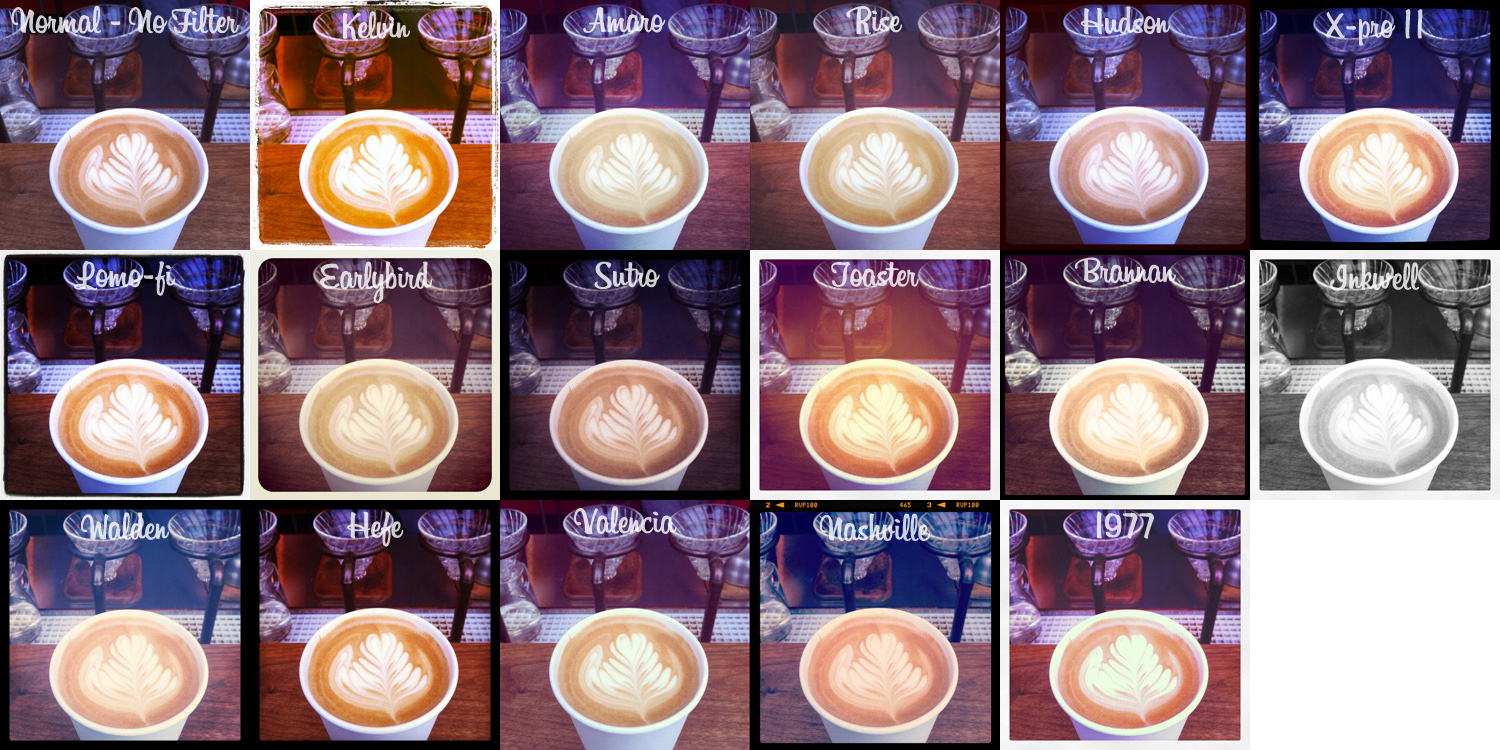
Fotocollage eines Bildes, das mit 16 verschiedenen Instagram-Filtern bearbeitet wurde.

In Anlehnung an die Kodak Instamatic und an Polaroid-Kameras hatten über Instagram geteilte Fotos und Videos ursprünglich eine quadratische Form.
Im September 2011 wurde Version 2.0 im App Store veröffentlicht. Sie enthielt einige Änderungen wie Instant Tilt-Shift, vier neue Filter, eine höhere Auflösung der Fotos, optionale Rahmen, ein neues App-Symbol und die Live-Filter, die 2012 wieder abgeschafft wurden.
Mitte August 2012 stellte Instagram die Version 3.0 seiner App vor, die unter anderem zahlreiche Neuerungen bei der Oberfläche einführt. Die größte Neuerung war die Einführung einer Geotag-Funktion, durch die der Anwender seine Fotos auf einer Karte anordnen kann, die auch für andere Mitglieder der Plattform einsehbar ist.
Ab der Version 3.5, die im Mai 2013 veröffentlicht wurde, ist es möglich, andere Personen auf seinen Fotos zu markieren und Fotos, auf denen man selbst markiert ist, auf dem eigenen Profil anzuzeigen. Am 20. Juni 2013 war auf dem Instagram-Blog zu erfahren, dass nunmehr auch quadratische Videos mit verschiedenen Filtern gefilmt werden können.
Im Dezember 2013 wurde es den Benutzern durch Instagram Direct möglich gemacht, Fotos und Videos nur an einzelne Nutzer oder eine Gruppe von Nutzern zu senden. Die letzte Überarbeitung der Web-App geschah Anfang September 2012. Seitdem orientiert sich die mobile Website stärker am Umfang der iOS-App, Funktionalität und Oberfläche wurden auch mit der klassischen Web-App angeglichen. Mit Stand Dezember 2013 gibt es 19 auswählbare Foto-Filter und 13 Video-Filter.
Seit der iOS-Version 6.0, veröffentlicht am 3. Juni 2014, kann man die Stärke der Bildfilter verändern. Es gibt die neue Möglichkeit einer Vignette und die Farben können verstärkt angepasst werden. Darüber hinaus gab es weitere, kleinere Änderungen bei der Fotobearbeitung. Außerdem wurde das Hochladen von Bildern und Videos erleichtert, und es gibt Follow-Empfehlungen.
Im August 2016 stellte Instagram seine neue Funktion Stories vor. Diese ermöglicht es – ähnlich wie bei Snapchat – Bilder und Videos für 24 Stunden mit seinen Freunden und Followern zu teilen, ohne dass diese Bilder auf dem Instagram-Profil des Benutzers auftauchen. Man kann die Bilder ebenfalls im Vorfeld mit Text und Emojis versehen und einige Filter auf die Bilder anwenden. Seit 28. Juni 2018 erlaubt die App in ausgewählten Ländern, den Stories Musik aus der Instagram-Musikbibliothek hinzufügen.
Am 22. Februar 2017 führte Instagram eine Funktion ein, die es Benutzern ermöglicht, mehrere (bis zu zehn) Fotos – oder auch Videos – in einer Diashow-ähnlichen Weise in einem Beitrag zu posten.
Im Juni 2018 wurde Instagram TV (IGTV) eingeführt, ein Bereich, der inzwischen in Instagram Video aufgegangen ist. Seitdem ist es möglich, Videos mit einer Laufzeit bis zu einer Stunde hochzuladen. Statt des herkömmlichen 16:9-Formats wurde hierfür das 9:16-Format eingeführt. Das Anschauen der IGTV-Videos war auch ohne Download der IGTV-App möglich. IGTV-Videos konnten über die reguläre Instagram-App geschaut werden. Hierzu wurde ein Button auf dem Startbildschirm der App integriert, der es dem Nutzer ermöglicht, direkt zu den jeweiligen IGTV-Videos zu gelangen. Nutzer sahen auf Instagram TV automatisch die IGTV-Beiträge der Kanäle, denen sie bereits folgen. Der Button und der eigene Bereich unter dem Namen IGTV wurde im Oktober 2021 aufgegeben.
Im Mai 2018 führte Instagram Augmented-Reality-Filter ein, die es ermöglichen, Fotos und Videos mit einer virtuellen Maske und Effekten mit der Tracking- und Raumerkennungstechnik zu versehen. Überwiegend werden sie für Gesichtsfilter verwendet. Seit August 2019 veröffentlichte Facebook das Tool Spark AR Studio für alle Nutzer, mit dem es möglich ist, eigene AR-Filter zu erstellen.
Am 23. Juni 2020 wurde die Funktion Reels für mehr als 20 Millionen Nutzer in Deutschland freigeschaltet, mit der es möglich ist, Kurzvideos mit einer Maximallänge von 15 Sekunden zu veröffentlichen und mit einer Auswahl an Audiospuren zu unterlegen. Mit dieser Funktion orientiert sich Instagram an der Konkurrenz-App TikTok und will die Funktion später für alle Nutzerkonten freischalten.

## Bedeutung

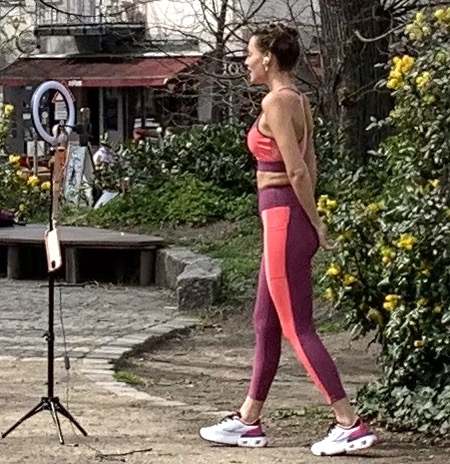
Instagram-Nutzerin in Berlin bei einer Filmaufnahme für ihr Profil

### Nutzeranzahl
Im Dezember 2010 hatte Instagram eine Million registrierte Benutzer, im Juni 2011 waren es fünf Millionen, im Juli 2011 10 Millionen und im April 2012 über 30 Millionen. 100 Millionen monatlich aktive Benutzer erreichte Instagram nach eigenen Angaben im Februar 2013. Bis September 2013 stieg diese Zahl auf 150 Millionen. Bis April 2015 wuchs die Mitgliederanzahl auf über 300 Millionen, bis Juni 2016 auf über 500 Millionen an. Im Juni 2018 wurde bekannt gegeben, dass die Zahl nunmehr auf 1 Milliarde aktive Nutzer gestiegen war. Hochrechnungen zufolge soll sich die Anzahl der aktiven Nutzer im Jahr 2021 auf rund 1,22 Milliarden weltweit belaufen haben.

### Anzahl der Fotos
Instagram teilte im Juli 2011 mit, dass die Grenze von 100 Millionen hochgeladenen Fotos überschritten worden sei, im August waren es 150 Millionen. Im Dezember 2013 waren es nach eigenen Angaben 16 Milliarden, wobei täglich durchschnittlich 55 Millionen Fotos hochgeladen wurden. Im August 2014 zählte Instagram 20 Milliarden Bilder insgesamt und 20 Millionen neue täglich.

### Kommerzielle Nutzung
Seit Juli 2016 gibt es in der App die Möglichkeit, das eigene Profil in ein geschäftliches Profil („Business-Account“) umzuwandeln. Mit einem solchen Account erhält man Zugriff auf spezielle Statistiken, kann Werbeanzeigen direkt in der App erstellen und Kontaktmöglichkeiten hinzufügen. Zuerst nur in den Vereinigten Staaten und seit 2015 auch in Deutschland wird mittlerweile Werbung zwischen den Beiträgen in Form von Fotos oder Videos geschaltet. Diese sind auf den Nutzer und seine Vorlieben abgestimmt. Seit Mitte März 2018 können auch deutsche Instagram-Nutzer auf der Bilderplattform einkaufen. So können sie durch das Antippen von markierten käuflichen Produkten auf den Bildern Preise und Produktinfos dazu erhalten (visuelles Schaufenster). Neben Instagram-Shopping können Nutzer, die Instagram kommerziell nutzen wollen (z. B. Influencer) weitere Strategien verfolgen, wie den Verkauf per Dropshipping, Werbekooperationen mit Unternehmen oder Affiliate-Marketing, zum Beispiel mit Hilfe von Promotion-Codes. Seit Ende 2021 können alle Nutzer einen Link in ihre Stories setzen, zuvor musste man dazu einen Account mit mindestens 10.000 Abonnenten besitzen. Durch das neue Feature können Creator und Influencer noch leichter Promo-Codes bzw. Links zu kommerziellen Angeboten von Geschäftspartnern mit ihren Abonnenten teilen.
Seit der Einführung professioneller Accounts eignet sich Instagram auch für journalistische Beiträge. Insbesondere die Stories lassen sich nutzen, um Berichte von Events, Ratgeber oder Produkttests sowie Hintergrundberichte zu erstellen.
Die Statistiken zu Business-Accounts wie die Entwicklung der Abonnentenzahl sind in der App selbst einzusehen (Instagram Insights).

### Neues Geschäftsmodell
Meta, die Muttergesellschaft von Facebook und Instagram, hat das Verifizierungssystem „Meta Verified“ eingeführt. Dieses System ermöglicht es Nutzern, ihre Authentizität auf Instagram und Facebook zu bestätigen und ein blaues Verifizierungshäkchen zu erhalten. Nutzer können ihre Echtheit durch ein amtliches Identitätsdokument und gegebenenfalls ein Selfie-Video nachweisen. Zusätzlich bietet „Meta Verified“ proaktiven Kontoschutz, exklusive Features wie spezielle Sticker und monatliche Sterne auf Facebook sowie persönlichen Support bei Kontoproblemen. Das Angebot richtet sich an Einzelpersonen ab 18 Jahren und variiert preislich je nach Abschlussart und Region.

### Urheberrecht
Die Urheberrechte verbleiben beim jeweiligen Hochlader der Bilder. Mit dem Hochladen wird aber Instagram eine weltweite Lizenz zur Verwendung der Bilder eingeräumt. Diese bleibt solange gültig, wie das Konto, über das die Bilder hochgeladen wurden, auf Instagram aktiv ist.

### Social Bots
Auch auf Instagram werden sog. soziale Bots eingesetzt (auch Engagement Bots genannt), obwohl diese gegen die Nutzungsbedingungen von Instagram verstoßen. Unter einem Instagram-Bot versteht man eine ausführbare Software, welche weitgehend automatisch sich wiederholende Aufgaben abarbeitet, ohne dabei auf eine Interaktion mit einem menschlichen Benutzer angewiesen zu sein. Viele folgen passenden Instagram-Accounts (Benutzerkonten), um eine Benachrichtigung auf deren Smartphones zu provozieren und Aufmerksamkeit für ihr eigenes Profil zu erlangen. Ihr Ziel ist es, durch ein hohes Engagement auf Instagram mehr Follower aufzubauen. Einige Nutzer eines Bots wollen aber auch gezielt Passwörter oder andere private Informationen erhalten. Diese stellen ihren Bot dann so ein, dass er bestimmten Personen private Nachrichten (Instagram DM) schreibt. Diese beinhalten oft ein gefälschtes Gewinnspiel.

### Soziale und kulturelle Bedeutung
Ab Juni 2020 wurde Instagram häufiger als Plattform für soziale Gerechtigkeitsbewegungen genutzt, einschließlich der Black-Lives-Matter-Bewegung. Dies hat die Art und Weise verändert, wie Menschen mit Aktivismus umgehen und zu einem Mangel an Konsistenz im Protest geführt und wird nicht allgemein akzeptiert. Vor allem im Jahr 2020 teilte Shirien Damra eine Illustration und Hommage, die sie nach dem Mord an George Floyd machte, was zu mehr als 3,4 Millionen „Likes“ führte, gefolgt von vielen Offline-Reproduktionen der Illustration. Instagram-basierter Aktivismus (sowie andere soziale Medien) wurde kritisiert und als unwürdig befunden, weil er performativ, reduktionistisch und übermäßig auf Ästhetik ausgerichtet ist.

Instawalk bezeichnet einen gemeinsamen Spaziergang, bei dem die Nutzer von Instagram gemeinsam Motive und Momente in ihren Fotos festhalten und dies mit entsprechenden Hashtags versehen. Oft finden diese im Rahmen eines sogenannten InstaMeet statt. Am Ende soll eine Zusammenstellung der Fotos und Videos aus unterschiedlichen Perspektiven und ein Austausch zwischen den Teilnehmern stattfinden. Im April 2014 gab es fast 2000 lokale Instagram-Gruppen.
Instagramability bezeichnet die Eigenschaft eines Ortes, dort aufgenommenen Fotos eine große Resonanz auf Instagram ermöglichen zu können.

## Reichweitenstärkste Instagram-Profile
| Rang | Account         | Follower |
| ---- | --------------- | -------- |
| 1.   | instagram       | 676 Mio. |
| 2.   | cristiano       | 640 Mio. |
| 3.   | leomessi        | 504 Mio. |
| 4.   | selenagomez     | 424 Mio. |
| 5.   | kyliejenner     | 396 Mio. |
| 6.   | therock         | 395 Mio. |
| 7.   | arianagrande    | 376 Mio. |
| 8.   | kimkardashian   | 360 Mio. |
| 9.   | beyonce         | 315 Mio. |
| 10.  | khloekardashian | 306 Mio. |
| 11.  | nike            | 303 Mio. |
| 12.  | justinbieber    | 295 Mio. |
| 13.  | kendalljenner   | 291 Mio. |
| 14.  | taylorswift     | 283 Mio. |
| 15.  | natgeo          | 281 Mio. |

## Schnittstellen
Instagram kann über die zur Verfügung gestellte API auch von Drittanbietern für Web-, Desktop-, mobile und Tablet-Anwendungen sowie Dienste, die Nicht-Mitgliedern das Ansehen und Drucken von Instagram-Fotos ermöglichen, genutzt werden. Obwohl Twitter keinen direkten Zugriff mehr auf Instagram ermöglicht, können in Tweets eingebundene Fotos des Dienstes direkt innerhalb der Web-App angezeigt werden.
Seit der Akquisition durch Facebook wird die Integration von Open Graph weiter vorangetrieben. Seit Instagram 2.5 für iOS beziehungsweise 1.1.4 für Android ist es möglich, Aktivitäten des Dienstes automatisch in die Facebook-Chronik zu übernehmen.
Ende des Jahres 2012 berichteten Nutzer von Problemen mit der Integration von Instagram in Twitter. Daraufhin bestätigten die Betreiber beider Dienste, dass Instagram die Schnittstelle Twitter Cards nicht mehr nutzt, um Bilder zukünftig verstärkt auf der eigenen Website darzustellen. Experten beurteilten diese Maßnahme als Zeichen für die zunehmende Konkurrenz zwischen Meta Platforms (vormals Facebook Inc.) und Twitter, Inc.

## Kritik
Instagram wird als eines der wichtigsten Produkte des Big-Tech-Konzerns Meta oft allgemein als Werkzeug des Überwachungskapitalismus kritisiert.
Mit der im Dezember 2012 eingeführten Datenschutzerklärung gestattete sich Instagram, Nutzerinhalte und Informationen beispielsweise aus Cookies, Gerätekennungen, Orts- oder Nutzungsdaten des Mutterunternehmens Facebook Inc. und deren Diensten zu teilen. Laut Informationen des Unternehmens sollte dies einer besseren Integration von Instagram und Facebook dienen. Kritisch gesehen wurde vor allem auch der Umstand, dass sich Instagram umfassende Nutzungs- und Verwertungsrechte an den hochgeladenen Bildern seiner Nutzer eingeräumt hat. Aufgrund der anhaltenden öffentlichen Kritik setzte Instagram die betreffenden Passagen wenige Tage später wieder aus und somit die AGB weitgehend wieder auf den alten Stand zurück.
Wie Instagram im März 2015 ankündigte, änderte man bis Juni 2016 die Reihenfolge der Fotos, die in der Zeitleiste eines Benutzers sichtbar sind. Bis dahin erfolgte die Anzeige streng chronologisch. Nun bestimmt ein Algorithmus die Reihenfolge. Die Umstellung in der Reihenfolge der Beiträge wurde vielfach kritisiert. Viele Benutzer baten ihre Follower, Postbenachrichtigungen zu aktivieren, um sicherzustellen, dass sie Updates sehen. Instagram reagierte mit einem Tweet an die Benutzer, veränderte jedoch nichts an dem Algorithmus. Es gibt auch keine Möglichkeit, individuell zu einer chronologischen Anzeige der Beiträge zurückzuwechseln.
2020 wurde bekannt, dass Instagram offenbar auch ein Marktplatz ist, auf dem sich Drogen-Dealer und -Konsumenten finden.
Im November 2023 betrieben Instagram und Facebook weiterhin die Accounts der zuvor in Deutschland verbotenen antisemitischen und antiisraelischen Organisation Samidoun. Dies war zuvor von Bundesinnenministerin Nancy Faeser untersagt worden. In Russland sind die Netzwerke von Instagram und Facebook seit 2022 blockiert. 2024 sperrte die Erdoğan-Regierung in der Türkei den Zugang zu Instagram, weil die Plattform angeblich Beileidsbekundungen für den getöteten Hamas-Anführer Ismail Hanija unterbunden habe.

## Auswirkungen auf die Nutzer

### Positive Folgen
Die Beziehung zwischen Instagram-Nutzungsintensität und Wohlbefinden variiert je nach Wohlfühlindikator. Eine Studie fand eine signifikant positive Beziehung zwischen Instagram-Mitgliedschaft und Extraversion, Lebenszufriedenheit und sozialer Unterstützung. Der Zusammenhang zwischen Instagram-Mitgliedschaft und Gewissenhaftigkeit war geringfügig signifikant negativ.
Eine andere Studie fand heraus, dass Instagram-Nutzer weniger einsam waren als Nicht-Nutzer.

### Negative Folgen
Depression
Eine Untersuchung fand Beweise dafür, dass Instagram-Nutzer ein höheres Maß an depressiven Symptomen zeigen. Eine andere Studie weist darauf hin, dass nur Instagram-Browsing und nicht Instagram-Liking oder Posting gravierendere depressive Symptome vorhersagt. Eine Untersuchung unter US-amerikanischen Frauen wies darüber hinaus Hinweise für einen Zusammenhang zwischen Instagram-Nutzung und depressiver Symptomatik auf, wenn vor dem Hochladen Bildbearbeitung unternommen wurde.
Angst
Es wurden höhere Angstzustände bei Instagram-Nutzern im Vergleich zu Nicht-Nutzern gefunden, allerdings gibt es auch Hinweise auf positive Auswirkungen der Instagram-Nutzung auf Angstsymptome. Mehrere Studien wiesen auf geringe bis mäßige positive Beziehungen zwischen der auf Instagram verbrachten Zeit und hervorgerufener Merkmalsangst, körperlicher Erscheinungsangst, sozialer Angst und der Aufmerksamkeit auf Körperregionen mit hoher Unsicherheit. Darüber hinaus würde ein Zusammenhang zwischen Angst und Online-Engagement bei InstaMums beobachtet, dessen Ausprägung durch soziale Vergleichsorientierung und Selbstwertgefühl beeinflusst wurde.
Stress
Eine Studie zeigte, dass Nutzer, die das Gefühl haben, zu viel Zeit auf Instagram zu verbringen, ein höheres Maß an Sucht nach Instagram melden, was wiederum mit einem höheren selbstgemeldeten Stressniveau zusammenhing, das durch die App verursacht wurde.
Sucht
In einer Studie, die sich auf die Beziehung zwischen verschiedenen psychologischen Bedürfnissen und der Sucht nach Instagram durch Studenten konzentrierte, fand man heraus, dass der Wunsch nach Anerkennung und Unterhaltung Prädiktoren für die Sucht der Studenten nach Instagram waren. Darüber hinaus lieferte die Studie Hinweise, dass sich die Abhängigkeit von Instagram negativ auf die akademische Leistung auswirkt. Eine Untersuchung quantifizierte den Beitrag der Instagram-Nutzung türkischer Studenten zur Smartphone-Sucht und kam zu dem Schluss, dass die häufige Instagram-Nutzung mit der Smartphone-Sucht korreliert.
Zufriedenheit mit dem Aussehen
Eine Studie zeigte eine geringe positive Beziehung zwischen der Anzahl der Follower und der Merkmalsangst. Instagram-Nutzer berichten von einer höheren Körperüberwachung, erscheinungsbildbezogenem Druck, Esspathologie und weniger Zufriedenheit mit dem Erscheinungsbild als bei Nichtnutzern. Mehrere Studien haben gezeigt, dass Benutzer, die mehr Selfies (vor dem Posten) machen und sich strategisch auf Instagram präsentieren, zum Beispiel durch Bearbeiten oder Manipulieren von Selfies, ein höheres Maß an Körperüberwachung, Körperunzufriedenheit und geringerem Körperwertgefühl melden. Tiggemann et al. 2020 bestätigten dies auch durch experimentelle Studien und stellten fest, dass das Aufnehmen und Bearbeiten von Selfies zu einer höheren Gesichtsunzufriedenheit führte.
Körperbild
Mehrere Studien bestätigten, dass die Instagram-Nutzung mit Körperüberwachung  verbunden ist. Insbesondere das Folgen von auftrittsorientierten Instagrammern entsprach dem Wunsch, dünn auszusehen. Negative Kommentare zum Auftreten auf Instagram führen zu höherer Unzufriedenheit mit dem Körper. Basierend auf der durchgesickerten internen Forschung von Facebook hat Instagram negative Auswirkungen auf das Körperbild von einem von drei Teenagern. Durchgesickerte interne Dokumente deuten auch darauf hin, dass zwei Drittel der Teenager-Mädchen und 40 Prozent der Teenager-Jungen einen negativen sozialen Vergleich erfahren und dass Instagram dazu führt, dass sich 20 Prozent der Teenager schlechter über sich selbst fühlen. Laut der durchgesickerten Forschung hat Instagram einen höheren Einfluss auf den Vergleich des Aussehens als TikTok oder Snapchat.
Soziale Ausgrenzung
In einer Studie aus dem Jahr 2021 wurde darauf hingewiesen, dass das Nicht-Taggen auf einem Instagram-Foto das Gefühl sozialer Ausgrenzung und Ächtung auslöst, insbesondere für diejenigen mit höheren Bedürfnissen, dazuzugehören.
Lebenszufriedenheit
Eine Studie zeigte, dass Frauen, die sieben Tage lang eine Pause von Instagram einlegen mussten, von einer höheren Lebenszufriedenheit berichteten als Frauen, die ihr gewohnheitsmäßiges Muster der Instagram-Nutzung fortsetzten. Die Auswirkungen schienen spezifisch für Frauen zu sein, da keine signifikanten Unterschiede bei Männern beobachtet wurden.
Alkohol und Drogenkonsum
Die Instagram-Nutzungsintensität zeigt eine geringe positive Korrelation mit dem Alkoholkonsum, wobei Rauschtrinker eine höhere Intensität der Instagram-Nutzung melden als Nicht-Rauschtrinker. Eine frühere Studie untersuchte den Zusammenhang zwischen Alkoholkonsum während des Studiums. Sie fand eine geringe bis moderate positive Beziehung zwischen Instagram-Nutzung und Alkoholkonsum, in Form von erhöhter Trinkmotivation und vermehrten Trinkverhalten.
Angst, etwas zu verpassen
Die Beziehung zwischen Instagram-Nutzung und der Angst, etwas zu verpassen (FoMO), wurde in mehreren Studien bestätigt. Die Nutzungsintensität zeigt eine starke, während die Anzahl der Follower eine schwache Korrelation mit FoMO zeigt. Untersuchungen zeigen, dass Instagram-Browsing einen sozialen Vergleich vorhersagt, der FoMO generiert, und FoMO kann letztendlich zu Depressionen führen.
Essstörungen
Ein Vergleich von Instagram-Nutzern mit Nicht-Nutzern zeigte, dass sich Jungen mit einem Instagram-Konto von Jungen ohne Konto in Bezug auf eine Überbewertung ihrer Figur und ihres Gewichts, das Auslassen von Mahlzeiten unterscheiden. Mädchen mit einem Instagram-Account unterschieden sich ebenfalls von Mädchen ohne Konto in Bezug auf das Auslassen von Mahlzeiten. Keine der anderen Assoziationen, die für Jungen gemeldet wurden, wurde jedoch für Mädchen beobachtet. Stattdessen unterschieden sich Mädchen mit einem Instagram-Konto von Mädchen ohne Konto dadurch, dass sie einen strengeren Trainingsplan verwendeten. Dies deutet auf eine mögliche unterschiedliche Wirkung der Instagram-Mitgliedschaft auf Körper- (Un-)Zufriedenheit und ungeordnetes Essen für Jungen und Mädchen hin. In Bezug auf die Beziehung zwischen der auf Instagram verbrachten Zeit und dem Körperbild und/oder ungeordnetem Essen wurden mehrere körperbezogene Konstrukte konsequent mit Indikatoren für die Instagram-Nutzung verknüpft. Genauer gesagt identifizierten mehrere Studien eine geringe positive Beziehung zwischen der auf Instagram verbrachten Zeit und sowohl der Internalisierung von Schönheitsidealen oder Muskelidealen als auch der Selbstobjektivierung. Es wurde auf einen positiven Zusammenhang zwischen der Intensität der Instagram-Nutzung und sowohl der Körperüberwachung als auch dem Ernährungsverhalten oder der gestörten Ernährung hingewiesen.
Sharenting-Risiken
Sharenting (Kofferwort aus Sharing und Parenting) bezeichnet die Praxis von Eltern, in großem Umfang Inhalte über ihre Kinder, einschließlich Bildern, online zu veröffentlichen. Instagram ist einer der beliebtesten Social-Media-Kanäle zum Teilen. Der Hashtag #letthembelittle enthält 8 Millionen Bilder zu Kindern auf Instagram. Eine Studie analysierte 300 zufällig ausgewählte, öffentlich zugängliche Bilder unter dem Hashtag und stellte fest, dass die entsprechenden Bilder tendenziell persönliche Informationen von Kindern enthalten, einschließlich Name, Alter und Standort.
Suizid und Selbstverletzung
Eine Studie untersuchte die Beziehung zwischen Selbstverletzungsbeiträgen und tatsächlichen Selbstverletzungsverhalten offline und stellten fest, dass solche Inhalte negative emotionale Auswirkungen auf einige Benutzer hatten, und berichteten über vorläufige Beweise für potenzielle schädliche Auswirkungen in Bezug auf selbstschädigende Verhaltensweisen offline, obwohl kausale Auswirkungen nicht behauptet werden können. Gleichzeitig wurden einige Vorteile für diejenigen dargestellt, die sich online mit Selbstverletzungsinhalten beschäftigen. Instagram hat Inhalte veröffentlicht, um Benutzern zu helfen, die Unterstützung benötigen.
Basierend auf der durchgesickerten internen Forschung von Facebook konnten 13 Prozent der britischen Teenager-Nutzer mit Suizidgedanken diese Gedanken auf die Instagram-Nutzung zurückführen. Unter suizidalen US-Teenagern ist diese Zahl mit 6 Prozent deutlich geringer.